# Митьковская соединительная ветвь
Митько́вская соединительная ветвь — соединительная железнодорожная ветвь Московской железной дороги в Москве между линиями Казанского и Рязанского направлений с одной стороны и Ярославского и Ленинградского (ОЖД) направлений с другой. На разных участках линии от двух до четырёх путей, электрифицированы два пути.
Входит в состав МЦД-3.

## Описание
Линия входит в Московско-Курский регион Московской железной дороги. На данной линии располагаются 2 станции: Москва II-Митьково и Николаевка. Обе станции входят в Московско-Горьковский ДЦС-8 Московской дирекции управления движением.
Движение поездов — левостороннее.
Линия соединяет:
- Станцию Москва-Пассажирская-Казанская (Казанское/Рязанское направление): 4-путный перегон к Москве II-Митьково на юго-востоке. Два пути в сторону тупиков вокзала (I и II соединительные); два пути в сторону Перово (VI и VII главные, VII электрифицирован), примыкающие к III главному пути.
- Парк Москва III (район-4) станции Москва-Пассажирская-Ярославская: однопутный перегон к Москве II-Митьково на северо-западе, электрифицирован. Примыкает к Ярославскому направлению в сторону области.
- Станцию Москва-Товарная Октябрьской железной дороги на западе: нулевой однопутный перегон к Николаевке, электрифицирован. Примыкает к главному ходу ОЖД. На этом нулевом перегоне граница Московской и Октябрьской железных дорог.

### Электрификация
В связи с начатым в середине 2000-х годов выводом транзитных поездов дальнего следования с БМО в 2006 году проведена электрификация постоянным током 3кВ одного пути Митьковской соединительной ветви для пропуска транзитных поездов дальнего следования, следующих с Казанского и Рязанского направлений на Ленинградское направление или Ярославское направление МЖД и обратно, ранее использовавшийся ими поворот от Поварово I в Поварово II был демонтирован. Через несколько лет также была проведена электрификация съезда от ветви к платформе Москва III также для вывода транзитных поездов, следующих с Казанского и Рязанского направлений на Ярославское и обратно.

## Реконструкция под МЦД-3
Для МЦД-3 была проведена капитальная реконструкция ветви, в частности:
- основная часть станции Москва II-Митьково (большинство тупиковых путей в стороне от главных были снесены).
- постройка дополнительных главных путей и их электрификация.
- расширение Русаковского моста до трёх пролётов.
- постройка остановочного пункта Митьково у Русаковской улицы.
- перестройка тоннеля I, II путей Казанского и Рязанского направлений (по этим путям будет работать МЦД-3) с разворотом его в сторону Митьковской ветви и прохождением под III, IV путями — работы были начаты осенью 2021 года и практически полностью закончены непосредственно перед пуском маршрут.
- новое соединение I, II пригородных путей (от остановочного пункта Рижская) Ленинградского направления со станцией Николаевка на путепровод в сторону остановочного пункта Митьково.